# Microsoft Power BI
Microsoft Power BI је скуп софтверских услуга, апликација и повезивача који заједно раде како би трансформисали неспојене податке у кохерентне и визуално привлачне. Подаци могу бити у облику Excel табеле или колекције хибридних податкованих складишта смештених у Cloud (облаку) и на локалном серверу. Power BI омогућава једноставно повезивање са изворима података, визуализацију и откривање битних информација, као и дељење истих са другим корисницима. 

## О програму
Microsoft Power BI је интерактиван софтвер за визуализацију података који је развио Microsoft, са главним фокусом на пословној интелигенцији и део је Microsoft Power платформе. Power BI пружа услуге пословне интелигенције у облаку, познате као Microsoft Power services заједно са десктоп интерфејсом названим "Power BI Desktop". Пружа могућност складиштења података, укључујући припрему података, рударење података и интерактивне панеле. Подаци се могу унети директно из базе података, са веб странице, PDF-a или структурираних датотека попут табела, CSV, XML, JSON, XLSX и SharePoint-a.

## Историја
Ова апликација је првобитно осмишљена од стране Thierry D'Hers-a и Amir Netz-a тима за SQL Server Reporting Services u Microsoft-у.  Оригинално је дизајнирана од стране Ronа George лета 2010. године и тада јој је назив био Project Crescent.Project Crescent је први пут био доступан за јавно преузимање 11. јула 2011. године, заједно са SQL Server Codename Denali. Касније је преименован у Power BI, а Microsoft га је представио у септембру 2013. године као Power BI for Office 365. Прва верзија Power BI-а се базирала на додацима за Microsoft Excel: Power Query, Power Pivot и Power View. 
Временом је Microsoft додао многе додатне функције попут питања и одговора, повезивања података на нивоу предузећа и опција заштите путем Power BI Gateway-a. Power BI је први пут пуштен у јавност 24. јула 2015. године.
Од новембра 2023. године Power BI је постао део Microsoft fabric-a који представља свеобухватно аналитичко решење за предузећа и који обухвата све, од креирања података до data science анализе у реалном времену као и пословне интелигенције.

## Делови Power BI
Power BI се састоји од неколико елемената који заједно функционишу, почевши од основна три: 
1. Windows desktop апликација названа Power BI desktop.
2. Online софтверска услуга (SaaS) по имену Power BI service.
3. Power BI мобилна апликација за Windows, iOS, and Android уређаје.

Ова три елемента су дизајнирана да омогуће креирање, дељење и конзумирање пословних увида на начин који је најефикаснији. Поред ова три, Power BI такође садржи још два елемента: 
1. Power BI Report Builder, за креирање извештаја који се могу делити у Power BI сервису.
2. Power BI Report Server, локални сервер извештаја где се могу објављивати извештаји након што су креирани у Power BI апликацији.[8]

## Power BI desktop
Power BI desktop тренутно познат као Power BI Designer, представља моћан алат за визуализацију података и интерактивно извештавање и доступан је бесплатно на PowerBI.com. Пружа слободан простор за истраживање података методом повлачења и пуштања, као и сет интерактивних визуализација и олакшава креирање извештаја и њихово објављивање на Power BI сервису. Power BI desktop ће бити побољшан како би укључио:
- Нове визуализације укључујући матрицу, област, водопад и дијаграм круга.
- Ново обликовање визуализација попут поставки боја, наслова, озака и легенди.
- Подршка за нове изворе података проширена је како би укључила Zendesk, Intuit Quick books Online, App Figures, GitHub, Twilio i Sweet IQ.
- Директна веза са SQL Server Analysis Services табуларним моделима за истраживање података.

## Пагинирани извештаји у Power BI сервису
Један ток рада укључује пагиниране извештаје у Power BI сервису. Креатори пословних извештаја дизајнирају пагиниране извештаје за штампање или дељење. Такође их могу делити и у Power BI сервису. Називају се "пагинирани" јер су форматирани да се добро уклопе на страницу. Често се користе за оперативне извештаје или за штампање формулара попут фактура или транскрипта. Приказују све податке у табели, чак и ако табела обухвата више страница. Power BI Report Builder је самостални алат за креирање пагинираних извештаја. Пагинирани извештаји за разлику од обичног Power BI-а омогућавају извоз више од 150 000 редова.

## Power BI Report Server
Power BI Report Server је локални сервер извештаја са web порталом на којем је могуће приказивати и управљати извештајима и кључним индикаторима перформанси. Са њим долазе алати за креирање Power BI извештаја, пагинираних извештаја или мобилних извештаја. Корисници могу приступати извештајима на различите начине : претрагом преко web или мобилне апликације или као прилог у е-пошта-нском сандучету.